# Rocinela tropica
Rocinela tropica là một loài chân đều trong họ Aegidae. Loài này được Lima miêu tả khoa học năm 1986.